# Fabius Agrippinus
Pour les articles homonymes, voir Fabius.
Fabius Agrippinus, probablement né à la fin du IIe siècle à Ostie et mort exécuté en 219 en Syrie, est un haut fonctionnaire romain de l'ordre équestre.
Fabius Agrippinus est gouverneur de Syrie quand l'empereur romain Héliogabale ordonne de le mettre à mort avec Julianus Nestor, le préfet prétorien, parce qu'ils sont partisans de son prédécesseur Macrin. La formulation de Dion Cassius, qui rapporte leur exécution, semble suggérer que les légionnaires de Syrie tentèrent de le mettre à la tête de l'empire. Fabius Agrippinus est le dernier membre connu des Fabii Agrippini, branche de la gens Fabia d'origine juive. 
Une inscription partielle de Bonn, datée de 211-212, indique qu'un certain « C(aïus) Fabi[us]… » est légat de la Ire légion Minervia. Il est identifié au Fabius Agrippinus mentionné par Dion Cassius. En 214, il fait partie du collège des Frères Arvales. Il doit atteindre le consulat vers 215, passage obligé afin d'être gouverneur.

## Éléments biographiques

### Famille
Le prænomen de Fabius Agrippinus n'est pas donné par Dion, mais il se peut que ce soit Caïus. Ce prænomen est héréditaire chez les Fabii Agrippini, branche des Fabii installée à Ostie depuis le IIe siècle, durant lequel elle connaît son apogée. 
Sans que l'on puisse déterminer clairement leur lien de parenté, Fabius Agrippinus est certainement le descendant de Caïus Fabius Agrippinus, légat d'Auguste propréteur pour la Thrace avec Marcus Antonius Zeno entre 142-143 et 145-146. Ensemble, ils sont consuls suffect durant le nundinium d'octobre à décembre 148. Sa carrière est favorisée sous Hadrien et surtout sous Antonin le Pieux, son successeur. Une dénommée Fabia Agrippina, peut-être la fille du Caïus Fabius Agrippinus, est connue pour allouer, par testament, plus d'un million de sesterces à deux cent filles pauvres d'Ostie, plusieurs fois par an,.
Une inscription des Fastes d'Ostie, conservée aux musées du Vatican, indique l'ascendance partielle des Fabii sur quatre générations, remontant à l'époque tardo-républicaine et au début du règne d'Auguste : Caïus Fabius Agrippinus est probablement fils ou petit-fils de Caïus Fabius Agrippa (décurion, édile et préteur de Vulcain à Ostie), fils de Caïus Fabius Longus (centurion primipile), petit-fils de Caïus Fabius Longus (primipile), petit-fils ou arrière-petit-fils de Caïus Fabius Rufus, petit-fils de Caïus Grattius,.
Une inscription funéraire, retrouvée en 2006 près de la nécropole de Pianabella, au sud de l'Ostie actuelle, indique : « ci-gît / Q(uintus) Fabius Long[us…] / Caninia Long[a…] / Alfidia Grapte sa femme […] / mère de Fabi[us…] / [sont] / Juifs. » La formulation et les critères paléographiques suggèrent l'époque augustéenne ou julio-claudienne. Cette inscription prouve la présence de Juifs intégrés à la société locale, les Fabii Longi Iudaei, avec les Lucilii Gamalae, qui trouvent leurs racines lointaines à Gamala de Galilée. Le cognomen Longus doit avoir été adopté à l'époque augustéenne ou plus tôt. Il s'agit peut-être de la plus ancienne attestation de la présence juive à Ostie, ou absolument de l'histoire des Juifs en Italie.

### Carrière et assassinat
Une inscription partielle de Bonn, datée de 211-212, indique qu'un certain « C(aïus) Fabi[us]… » est légat de la Ire légion Minervia. Christophe Bocherens et Fausto Zevi indiquent que la PIR² l'identifie au Fabius Agrippinus du IIIe siècle en raison du martelage du nom. En 214, il fait partie du collège des Frères Arvales. Étant gouverneur de Syrie en 218-219, il doit être consul vers 215.
Dion Cassius rapporte sa mort en ces termes :  « [Héliogabale] versa le sang, en Syrie, de Nestor, et de Fabius Agrippinus, gouverneur de cette province, ainsi que celui des principaux chevaliers qui entouraient Macrin ; chose qu'il fit aussi à Rome pour ceux qui étaient le plus attachés à la cause de ce prince ».  Les biens de Fabius Agrippinus sont confisqués par ordre impérial et la domus des Fabii Agrippini semble avoir été détruite pour faire place à la schola du Trajan, siège de la corporation des constructeurs de navires (fabri nauales).